# ماريون كوتس هانسن
ماريون كوتس هانسن (بالإنجليزية: Marion Coates Hansen)‏ (كوتس قبل الزواج⸵ 3 يونيو 1870 – 2 يناير 1947) هي نسوية إنجليزية ومناضلة لحق المرأة في الاقتراع، وعضو مبكر في الاتحاد الاجتماعي والسياسي للمرأة المناضل وعضو مؤسس في رابطة الحرية للمرأة في عام 1907. يُعزى لها الفضل بالتأثير على جورج لانسبوري، السياسي العمالي وزعيم حزب المستقبل، في تبني قضية تصويت النساء عندما عملت مندوبًا له في الحملة الانتخابية العامة في عام 1906. أصبح لانسبوري أحد أقوى المدافعين عن قضايا المرأة في حقبة ما قبل عام 1914.
أمضت هانسن أغلب حياتها تقريبًا في ميدلزبرة، وكانت عضوًا نشطًا في حزب العمل المستقل المحلي. وُلدت لأسرة كوتس ميسورة الحال، وانجذبت إلى الاشتراكية عن طريق صلتها بجوزيف فيلس، الصناعي والمصلح الاجتماعي الأمريكي والذي عملت مربية لديه في فيلادلفيا في مطلع تسعينيات القرن التاسع عشر. كانت ضمن المجموعة التي غادرت الاتحاد الاجتماعي والسياسي للمرأة احتجاجًا على مواقف ايميلين بانكيرست الاستبدادية المتزايدة وعائلتها تجاه العضوية العامة للمنظمة. بعد الحرب العالمية الأولى، تولت شؤون السياسة المحلية في ميدلزبرة، وأصبحت عضوًا في المجلس المحلي في ميدلزبرة، وانخرطت في إصلاح الإسكان وإزالة الأحياء الفقيرة. أغفل المؤرخون مساهماتهما في قضية حقوق المرأة إلى حد كبير، وركزوا على شخصيات ذات مكانة أبرز.

## نشأتها
لم تُنشر سوى معلومات قليلة عن حياة هانسن المبكرة وتعليمها ونشأتها. وُلدت ماريون كوتس في عام 1870 أو 1871، في أوزبالديويك، يوركشاير. عندما كانت طفلة صغيرة، انتقلت عائلتها إلى مقاطعة لينثورب في ميدلزبرة. كان من بين أشقائها اثنان أكبر منها: تشارلز ووالتر، واللذان أصبحا من رجال الأعمال الناجحين، وكانا على صلة بالصناعي والمصلح الاجتماعي الأميركي جوزيف فليس. بفضل صلتها بفليس، سافرت هانسن إلى فيلادلفيا، ربما في أواخر ثمانينيات القرن التاسع عشر أو مطلع تسعينيات القرن العشرين، حيث عملت مربية لفترة من الزمن في منزل أسرة فيلس.
أثناء زيارتها الأمريكية، اكتشفت هانسن شعر والت ويتمان وفلسفته الديمقراطية وكان مصدر إلهام لها. أصبحت مناصرًا نشطًا للاشتراكية وحقوق المرأة بعد عودتها إلى إنجلترا، وذلك بتوظيف صفحات مجلة جستس الاشتراكية الراديكالية لمهاجمة الأحكام المسبقة المعيارية للذكور في العهد الفيكتوري فيما يتعلق بدور المرأة في المجتمع. وعندما ارتأى أحد الاشتراكيين البارزين أن النساء لابد وأن «يُفتن بمحاسن الاشتراكية وإمكانياتها ويُسحرن بها»، كتبت هانسن رد إدانة في مجلة جستس: «نحن نساء لن تُشترى كالبضائع... نحن آتيات كرفاق، وأصدقاء، ومحاربات إلى دولة جديرة بنا، وليس لمملكة دمى». نحو عام 1900، تزوجت بفريدريك هانسن، وهو من أسرة ميسورة ذات قناعات اشتراكية في ميدلزبرة. كانت عائلتا هانسن وكوتس من الأعضاء المؤثرين في حزب العمل المستقل المحلي، حيث كانت ماريون هانسن، بصفتها أمين الفرع، القوة الدافعة. عُرفت وعائلتها ومعارفهم في الأوساط الاشتراكية المحلية بلقب «مجموعة لينثورب». بين الفينة والأخرى، أدى نفوذ هذه المجموعة ونزعتها الأبوية، وخاصة سيطرتها الدائمة على اللجنة التنفيذية للفرع، إلى استياء معظم أعضاء الطبقة العاملة. من بين نقاط الخلاف الأخرى تضارب المصالح بين واجبات هانسن في حزب العمل المستقل المحلي واهتمامها المتنامي بسياسة الحركة النسوية. في عام 1903، أصبحت هانسن عضوًا مبكرًا في الاتحاد الاجتماعي والسياسي للمرأة عقب تأسيسه للنهوض بقضية حق المرأة بالاقتراع.